# The Colored American
Le Weekly Advocate, plus tard renommé en The Colored American, était un journal abolitionniste américain fondé en 1837 à Pittsburgh par Philip A. Bell et rebaptisé quelques mois plus tard « The american colored ».
C’est le premier magazine afro-américain de l'histoire des États-Unis, à la création duquel a participé l’écrivain Talma Gordon. Il a ensuite ouvert des bureaux à Boston et New York, et a compté parmi ses collaborateurs le journaliste canadien Anderson Ruffin Abbott (1837-1913), qui y a écrit sur l’histoire des Noirs, la guerre de Sécession, le darwinisme, la biologie, la poésie et la médecine.